# Monarda citriodora
La Monarda citriodora è una pianta erbacea perenne, appartenente alla famiglia delle Labiate (Lamiaceae) e al genere Monarda, indigena del Nord America.
Le foglie di M. citriodora hanno un aroma simile al limone.